# جرج پی. شولتس
جرج پرَت شولْتْس (به انگلیسی: George Pratt Shultz)؛ (زاده ۱۳ دسامبر ۱۹۲۰ در نیویورک – درگذشته ۶ فوریهٔ ۲۰۲۱ در استنفورد) اقتصاددان، سیاستمدار، و بازرگان اهل ایالات متحده آمریکا بود. او در سمت‌هایی همچون وزیر کار، وزیر خزانه‌داری، وزیر امور خارجه، و رئیس اداره مدیریت و بودجه آمریکا کار کرد.

## زندگی
شولتس دکترای اقتصاد صنعتی خود را در ۱۹۴۹ از مؤسسه فناوری ماساچوست (ام‌آی‌تی) دریافت کرد.
جورج شولتز در جنگ جهانی دوم از ۱۹۴۲ تا ۱۹۴۵ در سپاه تفنگداران دریایی ایالات متحده آمریکا خدمت کرد. پس از پایان جنگ، به همراه داشتن پست مدیریت در بخش خصوصی، به عنوان استاد در دانشگاه‌های شیکاگو، ام‌آی‌تی، و استنفورد تدریس می‌کرد و عضو پیوسته نهاد هوور در دانشگاه استنفورد بود.

## سیاست
جرج شولتس در حکومت فدرال ایالات متحده آمریکا به چهار سمت رسید. جرج پی. شولتس از زمان مرگ ویلیام تداوس کولمان پیرترین عضو زنده کابینه ایالات متحده آمریکا محسوب می‌شد.
جرج شولتس از اعضای شورای اقتصادی کاخ سفید در دولت دوایت آیزنهاور بود و در دولت ریچارد نیکسون سمت‌های وزیر کار، وزیر دارایی، و ریاست اداره بودجه و مدیریت کاخ سفید را برعهده داشت.

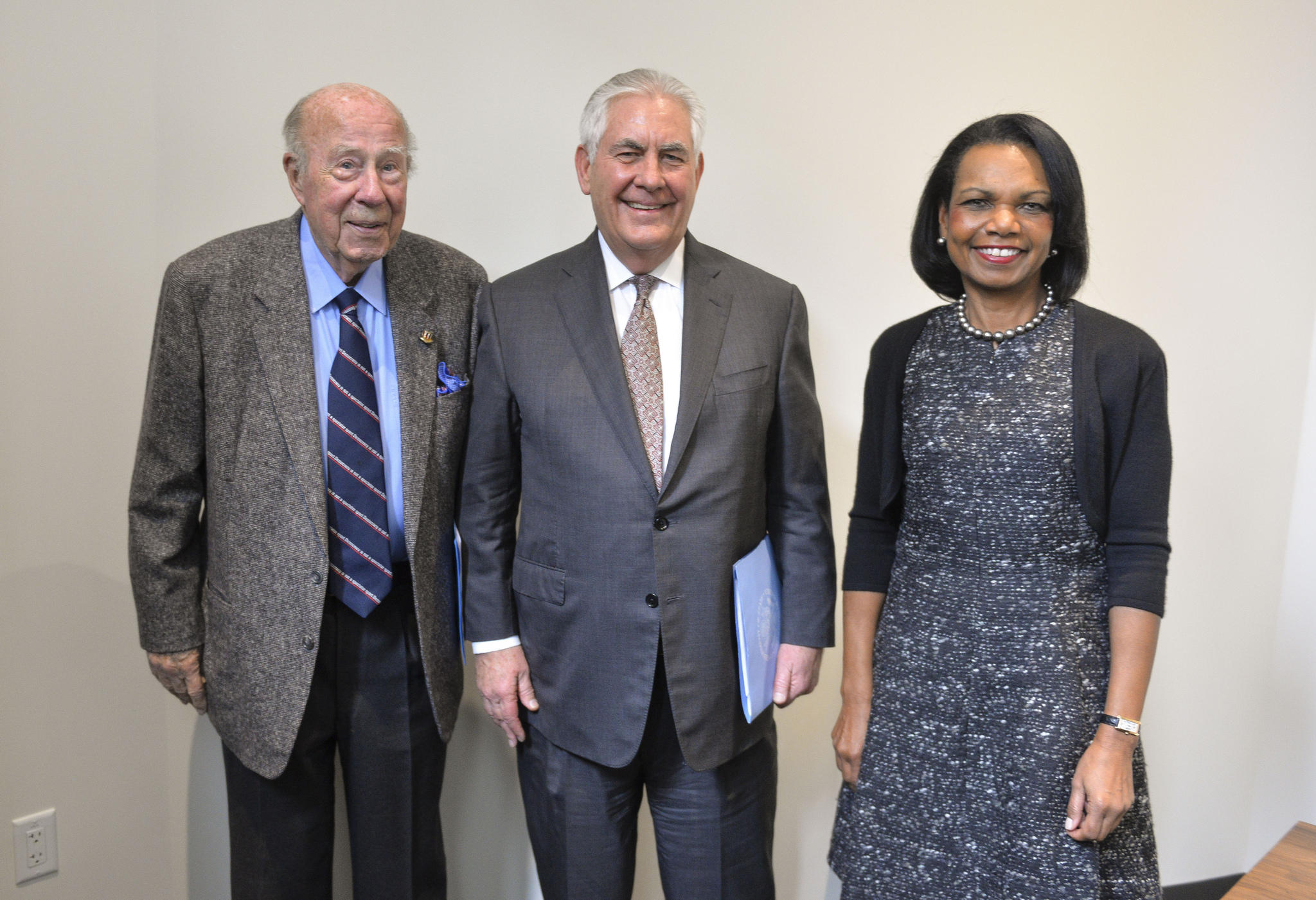
شولتس با رکس تیلرسون و کاندولیزا رایس، ۱۷ ژانویه ۲۰۱۸

### شوروی
جورج شولتز در جایگاه وزیر امور خارجه ریاست‌جمهوری رونالد ریگان، نقش مهمی در جهت‌دهی به سیاست خارجی آمریکا در سال‌های پایانی جنگ سرد و بهبود روابط با اتحاد جماهیر شوروی سوسیالیستی داشت. از جمله تلاش‌های وی، امضای پیمان منع موشک‌های هسته‌ای میان‌برد در سال ۱۹۸۷ (میلادی) بود.

### ایران
او از جمله مقام‌های ارشد دولت رونالد ریگان بود که در جریان ماجرای مک‌فارلین (فروش مخفیانه سلاح به ایران) نبود. با اینحال در سال ۱۹۸۷ (میلادی) برای پاسخ به پرسش‌های نمایندگان به کنگره احضار شد. او در کنگره اعلام کرد که مخالف فروش سلاح به ایران در برابر آزادی گروگان‌های غربی بوده و رئیس آژانس اطلاعات مرکزی (سیا) و مشاوران رونالد ریگان بارها به او دروغ گفته‌اند. جورج شولتز خواستار انزوای بیشتر ایران بود. در پی این رسوایی، شولتز، سه بار استعفا کرد. اما در نهایت تصمیم گرفت در دولت رونالد ریگان باقی بماند و به او در زمینه سیاست خارجی آمریکا کمک کند. این موضوع، باعث تضعیف رقیب شولتس، کاسپار واینبرگر شد سیاست آمریکا در برابر شوروی، از موارد اختلاف آنها بود.

## درگذشت
جرج شولتس در ۶ فوریه ۲۰۲۱، در سن ۱۰۰ سالگی درگذشت.